# 抜海駅
抜海駅（ばっかいえき）は、北海道（宗谷総合振興局）稚内市抜海村字クトネベツにあった北海道旅客鉄道（JR北海道）宗谷本線の駅（廃駅）である。事務管理コードは▲121849。電報略号はハツ。駅番号はW78。
2025年の廃止まで、木造の駅舎を有する駅としては日本最北に位置していた。

## 歴史

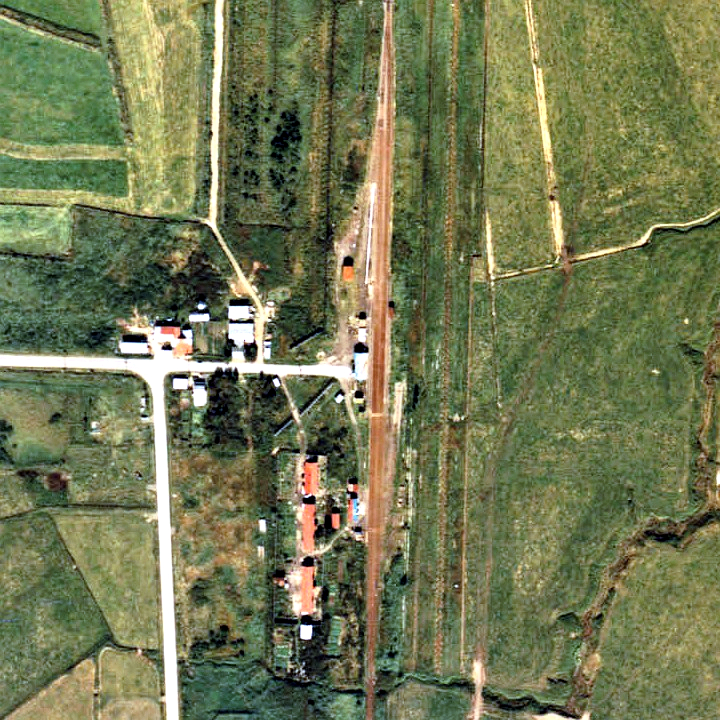
1977年の抜海駅と周囲約500m範囲。上が稚内方面。隣の勇知駅を180度向きを変えた様な駅で、相対式ホーム2面2線と駅舎横の稚内側に貨物積卸場と引込線がある。外側の名寄側にも引込線がある。。

- 1924年（大正13年）6月25日：鉄道省天塩北線稚内駅（現・南稚内駅） - 兜沼駅間開通に伴い開業[3][4][5][6]。一般駅[1]。
- 1926年（大正15年）9月25日：天塩南線と天塩北線を統合して線路名を天塩線に改称、それに伴い同線の駅となる[5]。
- 1930年（昭和5年）4月1日：天塩線を宗谷本線に編入、それに伴い同線の駅となる[5]。
- 1949年（昭和24年）6月1日：日本国有鉄道に移管。
- 1977年（昭和52年）5月25日：貨物取扱い廃止[1]。
- 1984年（昭和59年）
  - 2月1日：荷物取扱い廃止[1]。
  - 11月10日：出札・改札業務を停止し旅客業務について無人駅化[新聞 2]（但し閉塞扱いの運転要員は継続配置）。
- 1986年（昭和61年）11月1日：電子閉塞化に伴い完全無人化[7]。完全無人化前の職員数は2人だった[新聞 3]。
- 1987年（昭和62年）4月1日：国鉄分割民営化により、北海道旅客鉄道（JR北海道）の駅となる[1]。
- 2019年（令和元年）12月3日：JR北海道が宗谷本線沿線自治体に、当駅含む29駅[注釈 1]について、自治体による維持管理もしくは費用負担による存続か、2021年（令和3年）3月での廃止かの方針を2020年3月までに報告するよう要請[新聞 4][新聞 5]。
- 2020年（令和2年）
  - 3月27日：宗谷本線活性化推進協議会が当駅の廃止を容認[新聞 6]。当初2021年（令和3年）3月ダイヤ改正時での廃止を予定[新聞 6]。
  - 6月3日：同日付「北海道新聞」にて、稚内市と当駅住民との協議が続いている旨の報道[新聞 7]。
  - 7月28日：稚内市が地元住民に対して説明会を実施[新聞 8]。
    - 市は廃駅になっても駅舎は残る見通しやスクールバスや乗り合いタクシーでの運行による代替案を示した。これに対して、地元住民からは「スクールバスは買い物などとの時間があわず現実的でない」「相乗りも予約が必要で不便だ」と反発や観光への打撃を懸念する声があがった[新聞 8]。

  - 8月12日：稚内市とクトネベツ町内会が意見交換会を開催。稚内市は駅の利用状況や代替交通手段などを示したが、町内会側は「宗谷線が存続する限り廃止は賛成できない」といった声が挙がった[新聞 9]。
    - その後抜海・クトネベツの両町内会は稚内市長の工藤広に対し当駅存続の要望書や観光への利活用に関する提案を提出[新聞 10]。

  - 9月24日：同日の稚内市定例市議会にて、工藤が「合意がなければ何も決められないということはない」「どの道を選択するかは私に与えられた使命」と存廃の判断は地元住民の合意がなくても可能との考えを示す[新聞 11]。
  - 12月7日：同日の稚内市定例市議会一般質問への答弁にて、工藤が「そう遠くないうちに（引用注：抜海駅の存廃を）判断する」「駅を残したいがゆえに無理をして何かをするということでは長続きしない」「お互いに可能な限りの時間をこの問題に費やしたい」と述べる[新聞 10]。
  - 12月9日：JR北海道が、2021年度より地元自治体（稚内市）による維持管理に移行することを発表[JR北 1][新聞 12]。
    - 稚内市はこれについて「地元住民との協議の継続が必要で、当面維持管理費を負担せざるを得ない」とした[新聞 13]。その後稚内市は2021年度当初予算案に、維持管理費として約101万円を計上[新聞 14]。
- 2021年（令和3年）
  - 4月：稚内市による維持管理に移行[新聞 15]。この時点で、稚内市は翌年度以降の維持費を負担する予定はなく、「2021年度の地元の駅存続への取り組みを評価した上で判断する」とした[新聞 16]。
  - 5月1日：地元町内会がレンタサイクルの営業を開始[8][9]。
  - 9月24日：同日の稚内市定例市議会一般質問への答弁にて、工藤は当駅の存続について次年度まで結論を保留すると答弁[10]。
- 2022年（令和4年）
  - 2月：稚内市が約1か月間にわたって抜海・クトネベツ地区のほか、上勇知・下勇知・夕来地区を経由して市街地へ向かう乗合タクシーの実証実験（1日1往復）。抜海地区から利用なし[新聞 17][新聞 18]。
  - 6月7日：稚内市が市費負担での駅維持を同年度で終了する意向を抜海・クトネベツ両町内会役員に伝える[新聞 1]。
    - 判断理由について市企画調整課は「生活利用が少ない」とした[新聞 1][新聞 19]。

  - 6月21日：稚内市が市費での駅の維持を今年度をもって止めることを決定[新聞 20]。
    - この判断について、後日7月19日と23日に行われた抜海・クトネベツ両町内会での説明会にて、工藤は「これ以上いくら話をしても時間がかかるだけだと思い」判断したと回答[新聞 17]。代替交通の具体案は示さず[新聞 21]。
    - 一方で、報道陣の取材に対し、住民による存続活動は妨げない考えを示した[新聞 17]。
    - 関連して住民はクラウドファンディングを用いた維持費用調達を計画しているとしたが、のちにJR北海道から「駅は自治体管理が原則。民間に維持管理を任せた前例はない」と回答されている[新聞 22]。

  - 8月11日：稚内市が地元町内会向けに報告会を開催。存廃の判断を2023年（令和5年）5月ごろまで先延ばしし、2023年（令和5年）度中は市費により駅を維持することを決定[新聞 22]。
    - この判断について稚内市の幹部は「協議が不十分で、市と地域との間で認識の隔たりが大きかった」と述べ[新聞 21]、年内に代替交通の実証実験を行う方針も示した[新聞 21][新聞 22]。
- 2023年（令和5年）
  - 3月13日：同日から17日にかけ、稚内市が再び抜海・クトネベツ地区と市街を結ぶ乗り合いタクシー（住民のほか観光客が利用可）を実証運行。対象地域を限定して所要時分を短縮し、市街方面2本、抜海方面3本に増便。併せて、試験運行後に抜海駅の存廃について地元と協議し、6月にも結論を出すとした[新聞 18]。
  - 7月14日：稚内市が抜海町内会に対し、2024年（令和6年）度末での廃止とその間の市費による維持、代替交通の形態・ダイヤについてのさらなる検討を表明[新聞 23]。翌15日にはクトネベツ町内会にも説明[11]。
- 2024年（令和6年）
  - 6月23日：地元住民らによる開業100周年記念式典と記念碑の披露を実施[新聞 24]。
  - 6月28日：同日付で稚内市がJR北海道に対し、当駅の維持管理を当年度限りで終了すると正式に回答[新聞 24]。
  - 9月24日：名寄駅 - 稚内駅間運行管理システムの更新に伴い、同日より2番線の使用を停止[12]。
- 2025年（令和7年）
  - 3月15日：同日のダイヤ改正で廃止[JR北 2]。
  - 7月中旬 - 8月上旬：解体工事が行われる[13]。

### 駅名の由来
当駅の所在する地名より。抜海市街の外れに、現在は「抜海岩」と呼ばれている子供を負ぶっているように見える大岩があり、そのアイヌ語名である「パッカイぺ（pakkai-pe）」（子を背負う・もの）」から地名がついた。

## 駅構造
地上駅。廃止時点では駅舎対向の2番線（上り本線）の使用を停止し、旧下り本線の1番線ホームのみの単式ホーム1面1線で供用されていた。2024年（令和6年）9月23日までは構内踏切で結んだ相対式ホーム2面2線を有する列車交換可能駅となっていた。ホーム上の花は、1990年（平成2年）ごろから地元住民が世話をしている。
1983年（昭和58年）4月時点では2番線の旭川方から分岐し対向側ホーム横までの行き止まりの側線を1線有していた。この側線は1993年（平成5年）3月までには撤去された。
廃止時点では稚内市管理の無人駅となっていた。駅舎は開業時に建築された木造駅舎が改修されながら使われ、構内の西側に位置し1番線ホーム中央部分に接していた。正面出入口部分の形状は改築され二重扉になっている。ホーム側には貝殻を貼り付けた文字を利用した駅銘板が掲示されている。トイレを有する。
2025年の廃駅を前に、JR北海道は同駅のホーム上屋の柱に設置されていた、「ばっかい」と表記されたホーロー製の駅名標4枚を全て撤去した。JR北海道は撤去の理由について、各地の無人駅で駅名標の盗難が相次いだことを受け、2021年6月9日に4枚のうち2枚を撤去。2024年8月には隣駅の勇知駅で駅名標が盗難被害に遭ったため、残りの2枚も撤去したとしている。これに対し、地元住民や鉄道ファンらからは、再設置を求める声が上がっていた。
木造駅舎は2025年7月中旬から解体工事が始まり、翌8月までに作業が完了する予定である。

### のりば
| 番線 | 路線      | 方向 | 行先           |
| ---- | --------- | ---- | -------------- |
| 1    | ■宗谷本線 | 下り | 稚内方面       |
| 1    | ■宗谷本線 | 上り | 幌延・名寄方面 |

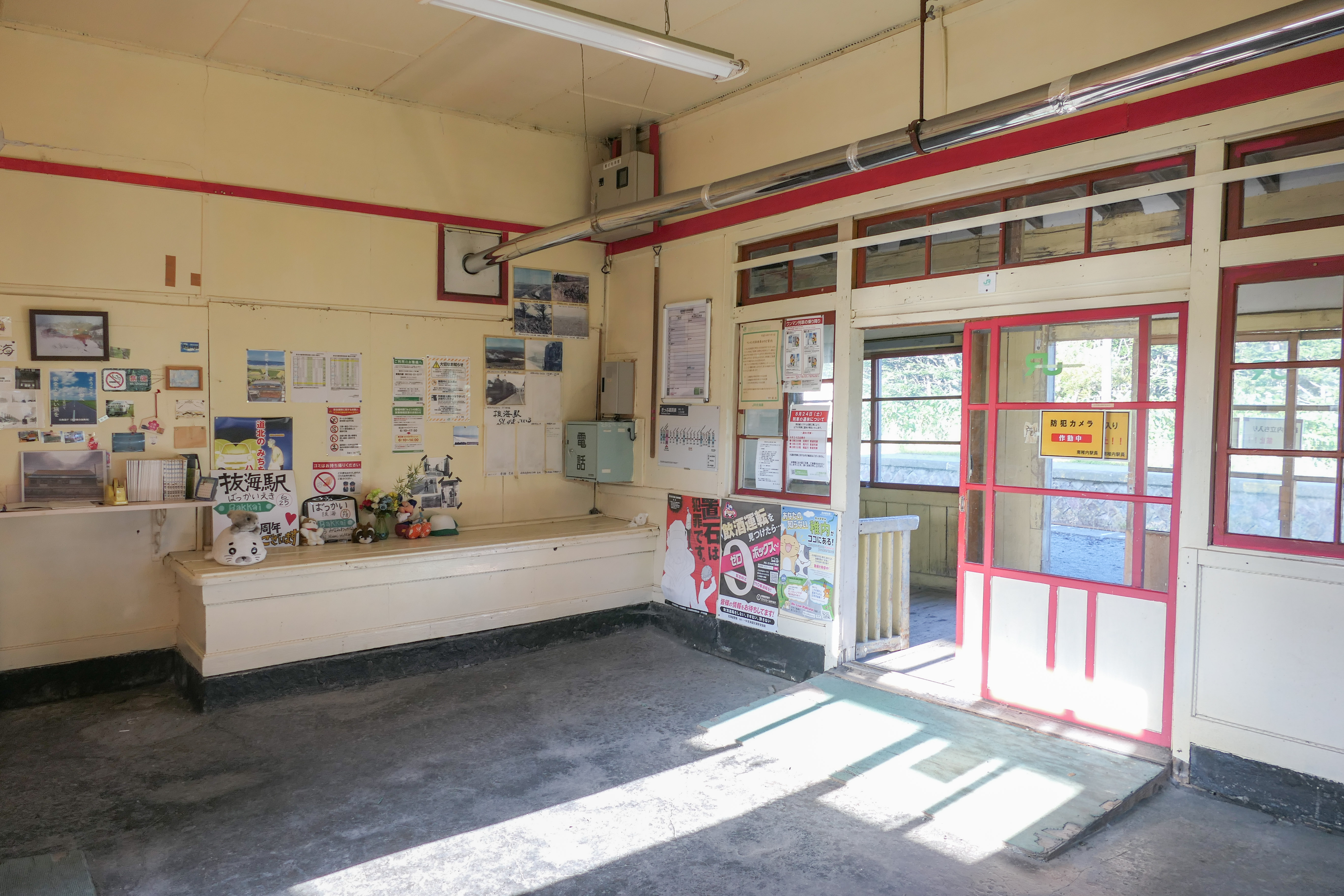
駅舎内（2024年8月）
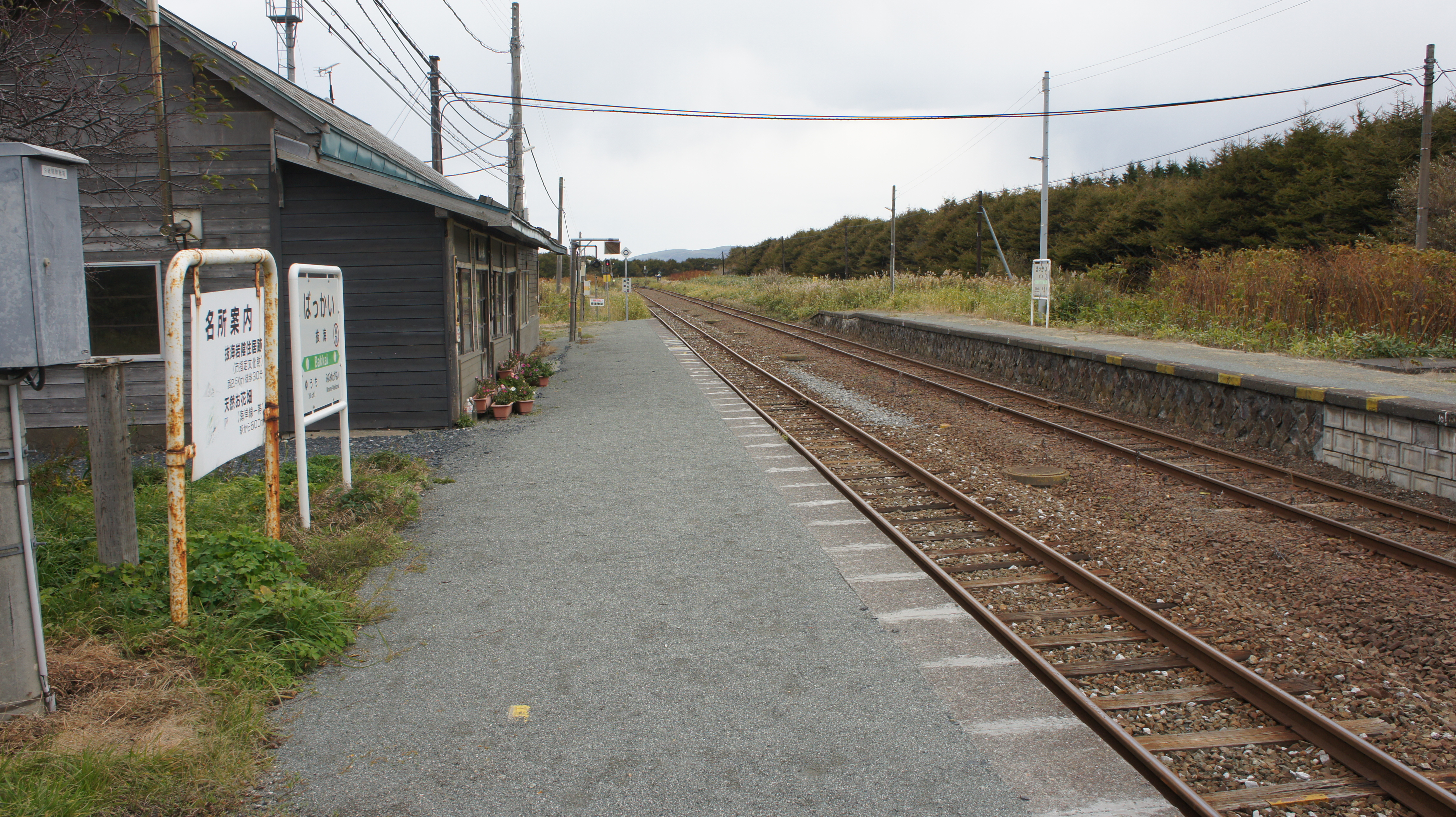
ホーム（2017年10月）
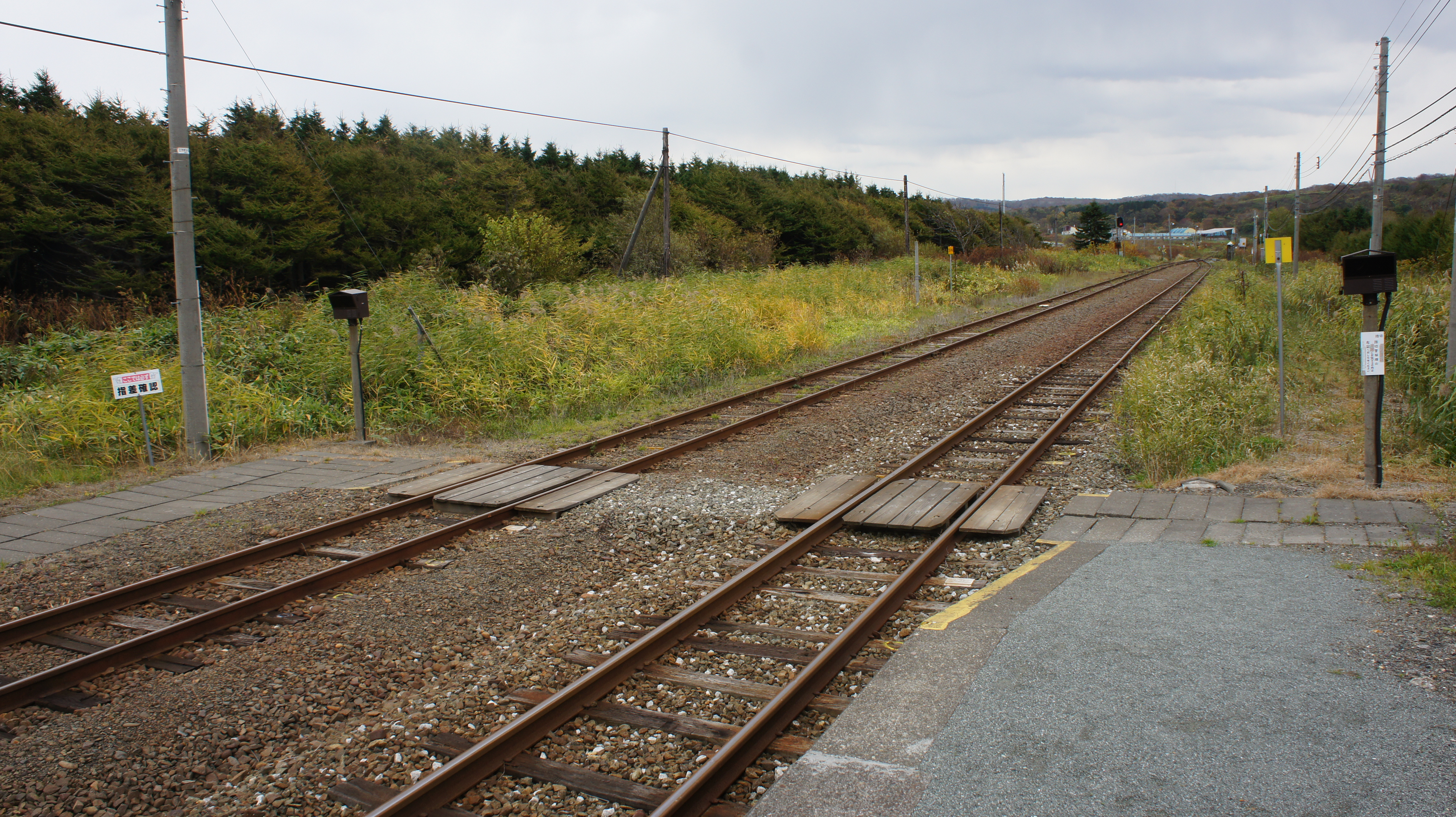
構内踏切（2017年10月）
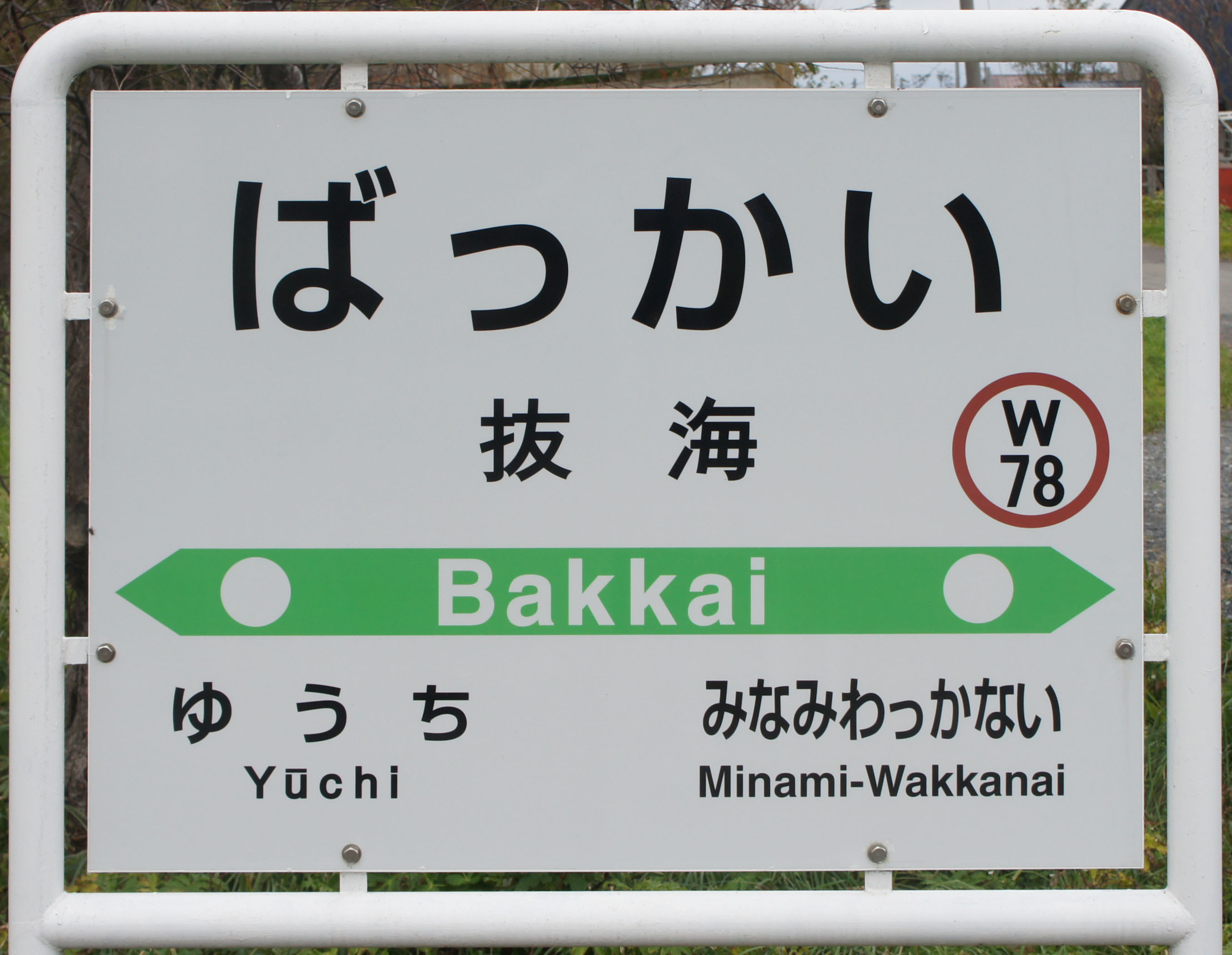
駅名標（2017年10月）

## 利用状況
乗車人員の推移は以下のとおりであった。年間の値のみ判明している年については、当該年度の日数で除した値を括弧書きで1日平均欄に示す。乗降人員のみが判明している場合は、1/2した値を括弧書きで記した。
また、「JR調査」については、当該の年度を最終年とする過去5年間の各調査日における平均である。
| 年度               | 乗車人員 | 乗車人員 | 乗車人員 | 出典        | 備考         |
| 年度               | 年間     | 1日平均  | JR調査   | 出典        | 備考         |
| ------------------ | -------- | -------- | -------- | ----------- | ------------ |
| 1935年（昭和10年） | 15,699   | (42.9)   |          | [ 23 ]      |              |
| 1949年（昭和24年） | 40,446   | (110.8)  |          | [ 23 ]      |              |
| 1968年（昭和43年） | 47,787   | (130.9)  |          | [ 24 ]      |              |
| 1970年（昭和45年） | 37,874   | (103.8)  |          | [ 24 ]      |              |
| 1975年（昭和50年） | 23,442   | (64.2)   |          | [ 24 ]      |              |
| 1978年（昭和53年） |          | 45       |          | [ 25 ]      |              |
| 1980年（昭和55年） | 12,966   | （35.5)  |          | [ 24 ]      |              |
| 1981年（昭和56年） |          | (17.5)   |          | [ 18 ]      | 乗降人員35人 |
| 1992年（平成04年） |          | (11.0)   |          | [ 17 ]      | 乗降人員22人 |
| 2011年（平成23年） |          | (1.0)    |          | [ 26 ]      | 乗降人員2人  |
| 2012年（平成24年） |          | (1.0)    |          | [ 26 ]      | 乗降人員2人  |
| 2015年（平成27年） |          |          | 10名以下 | [ JR北 3 ]  |              |
| 2016年（平成28年） |          |          | 1.6      | [ JR北 4 ]  |              |
| 2017年（平成29年） |          |          | 1.4      | [ JR北 5 ]  |              |
| 2018年（平成30年） |          |          | 1.4      | [ JR北 6 ]  |              |
| 2019年（令和元年） |          |          | 1.8      | [ JR北 7 ]  |              |
| 2020年（令和02年） |          |          | 2.6      | [ JR北 8 ]  |              |
| 2021年（令和03年） |          |          | 2.0      | [ JR北 9 ]  |              |
| 2022年（令和04年） |          |          | 2.2      | [ JR北 10 ] |              |
| 2023年（令和05年） |          |          | 2.2      | [ JR北 11 ] |              |

## 駅周辺

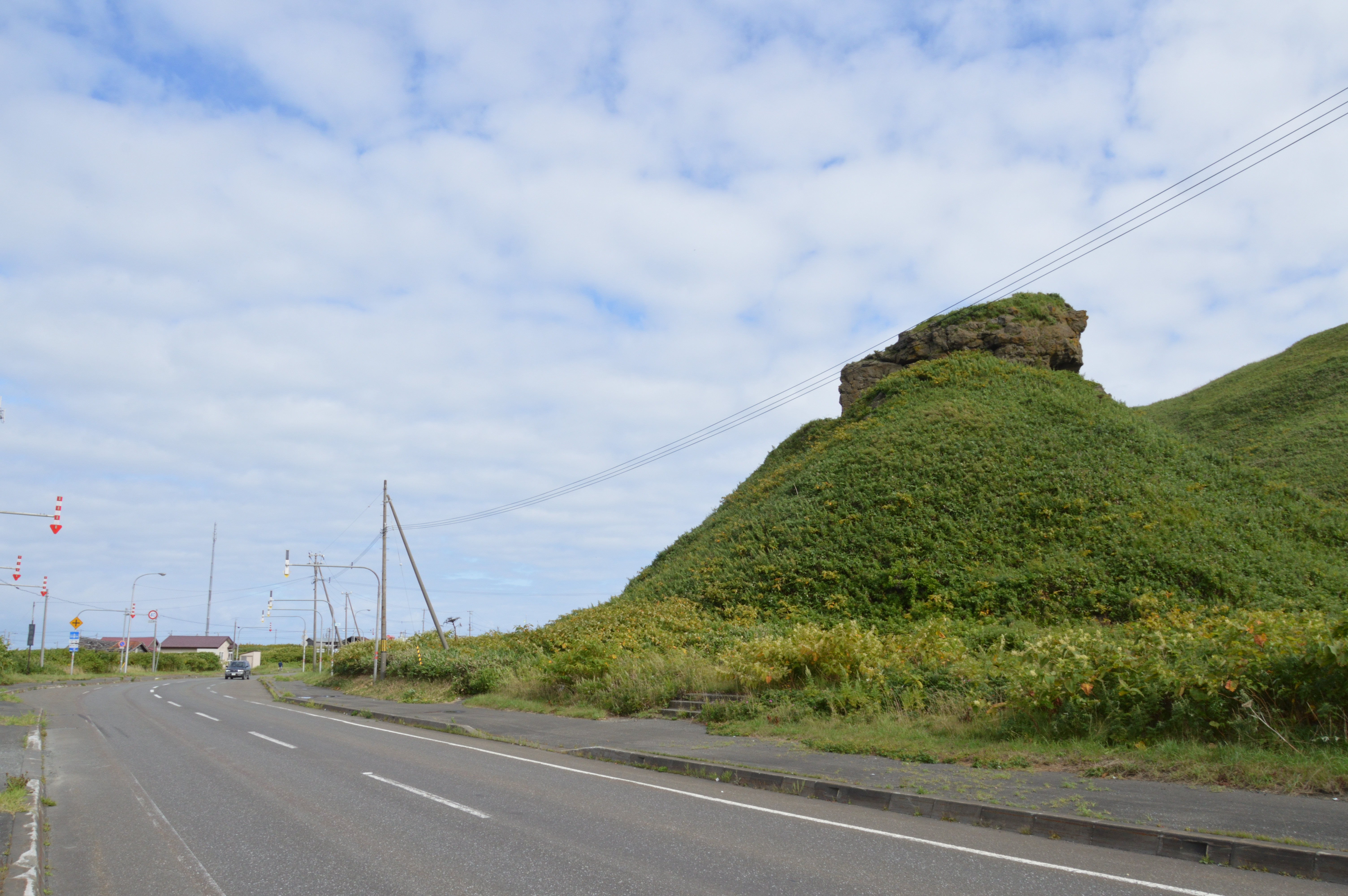
「抜海」の由来となった抜海岩（稚内市抜海村字バッカイ）。道道106号稚内天塩線の沿線にある。

当駅は海岸沿いの抜海市街（稚内市抜海村字バッカイ）から離れた内陸の丘陵上のクトネベツ地区に所在する。駅前には道路以外は雑草が生い茂り、数戸の朽ちた住宅や小屋などがあるだけで店舗などは無い。駅付近には北海道道510号抜海兜沼停車場線が通過しており牧草地が広がる。南下すると勇知市街、西進すると海岸沿いを走行する北海道道106号稚内天塩線（日本海オロロンライン）に通じている。抜海の市街地は海岸沿いに出てから道道106号を天塩町方面に2.0kmほど下った抜海漁港付近にある。駅には5月 - 10月のみ地元町内会が運営するレンタサイクルがある。
- 抜海郵便局（約2.1km）
- 稚内市立抜海小中学校（約1.7km） - 2007年3月に廃校。
- 抜海市街地（約2km）
- 抜海漁港・稚内漁業協同組合抜海支所（約2.4km）
  - 冬季にゴマフアザラシの群れが見られることがある[19][27]。
- 旅人宿ばっかす（約2.1km）
- 抜海岩（約2.5km） - 前述の地名の由来となっている岩。稚内市指定文化財。
- 抜海原生花園（約1km）
- 稚内西海岸原生花園 - 駅から西に約6km[18]。
- 抜海岬（約2.7km）

## その他
当駅はしばしば映像作品のロケーション撮影に用いられている。
- 映画『南極物語』（1983年）[注釈 2]
- テレビドラマ『少女に何が起ったか』（1985年）
- 映画『北の桜守』（2018年）[29]…当駅を石北本線「白滝駅」の代役としてロケが行われた。

## 隣の駅
北海道旅客鉄道（JR北海道）
■宗谷本線
勇知駅 (W77) - 抜海駅 (W78) - 南稚内駅 (W79)